# ISO 3166-2:AI
ISO 3166-2:AI je podmnožinou normy ISO 3166-2 týkající se Anguilly. Podmnožina ISO 3166-2:AI je prázdná. Anguilla je britské zámořské území. Jeho dvoupísmenný (alfa-2) kód podle normy ISO 3166-1 je AI a

žádná z jeho podjednotek nemá kód podle normy ISO 3166-2.

Lokace: Anguilla ve Velké Británii Kódy podle normy ISO 3166-1: Dvoupísmenný kód: AI Třípísmenný kód: AIA Číselný kód: 660

Kódy ISO 3166-2 pro Anguillu neidentifikují žádné regiony.